# Меловское муниципальное образование
Меловское муниципальное образование — упразднённое сельское поселение в Красноармейском районе Саратовской области Российской Федерации.
Административный центр — село Меловое.

## История
Статус и границы сельского поселения установлены Законом Саратовской области от 27 декабря 2004 года № 110-ЗСО «О муниципальных образованиях, входящих в состав Красноармейского муниципального района».
Законом Саратовской области от 2 июня 2015 года № 65-ЗСО, Каменское и Меловское муниципальные образования преобразованы путём их объединения во вновь образованное муниципальное образование «Каменское муниципальное образование Красноармейского муниципального района Саратовской области» наделённое статусом городского поселения.

## Население
| 2002 | 2010 | 2011 | 2012 | 2013 | 2014 | 2015 |
| ---- | ---- | ---- | ---- | ---- | ---- | ---- |
| 337  | ↘321 | ↘320 | ↗322 | ↘314 | ↗320 | ↘315 |

## Состав сельского поселения
| № | Населённый пункт | Тип населённого пункта       | Население |
| - | ---------------- | ---------------------------- | --------- |
| 1 | Меловое          | село, административный центр | ↘276      |
| 2 | Суворово         | село                         | 40        |
| 3 | Трубино          | село                         | 5         |